# Différences entre les sexes en médecine
 (mai 2016).
Si vous disposez d'ouvrages ou d'articles de référence ou si vous connaissez des sites web de qualité traitant du thème abordé ici, merci de compléter l'article en donnant les références utiles à sa vérifiabilité et en les liant à la section « Notes et références ».
Les différences entre les sexes en médecine incluent : 
- les maladies spécifiques au sexe qui se produisent seulement chez les personnes d'un sexe (par exemple, le cancer de la prostate chez les mâles ou le cancer de l'utérus chez les femelles) ;
- les maladies liées au sexe, qui sont des maladies qui sont plus communes à un sexe (par exemple, le lupus érythémateux disséminé se produit principalement chez les femelle)[1] ;
- les maladies qui se produisent avec des taux similaires chez les hommes comme chez les femmes, mais se manifestent différemment selon le sexe (par exemple, l'artériopathie oblitérante des membres inférieurs)[2] ;

Les maladies liées au sexe sont des maladies qui sont plus habituelles à un seul sexe, ou qui se manifestent différemment dans chaque sexe. Par exemple, certaines maladies auto-immunes peuvent se produire principalement dans un sexe, pour des raisons inconnues. 90 % des cas de cirrhose biliaire primitive affectent les femmes, alors que la cholangite sclérosante primitive est plus fréquente chez les hommes. La médecine fondée sur le genre, aussi appelé « la médecine de genre » (Gender Medicine)[réf. souhaitée], est le domaine de la médecine qui étudie les différences biologiques et physiologiques entre les sexes humains et leur influence sur la maladie. 
Les différences entre les sexes en médecine ne doivent pas être confondues avec les différences de genre. L'Académie nationale de médecine des États-Unis reconnaît les différences entre les sexes biologiques au niveau chromosomique, alors que les différences entre les genres sont basés sur la représentation de soi et d'autres facteurs, y compris biologique, sociaux et l'expérience. Les maladies sexuellement transmissibles, qui sont des maladies qui se transmettent par contact sexuel, n'entrent pas dans ce questionnement.

## Médecine genrée
La médecine genrée, ou thérapeutique genrée ou recherche médicale genrée désigne la prise en compte du genre dans les traitements thérapeutiques et la recherche médicale.
C'est en médecine qu'apparaissent pour la première fois, dès les années 1990, et de façon un peu interchangeable d'abord, les notions de "Gender-Related Difference" (traduisible par "différence liée au genre" et de SRD (Sex-Related-Difference), traduisible par "différences liées au sexe" (DLS). La différence entre les sexes en médecine inclut en effet des maladies spécifiques au sexe; mais au-delà, des différences sont visibles dans les genres, et la médecine tend désormais à les prendre en compte.
La recherche médicale a principalement été réalisée en utilisant le corps de l'homme comme base pour des études cliniques ; les résultats de ces études ont souvent été appliqués aux deux sexes et les traitements des patients masculins et féminins, fournis par les professionnels de la santé, ont traditionnellement pris une approche uniforme; l'obligation d'intégrer des sujets des deux sexes dans les études cliniques n'est obligatoire que depuis 1992 aux États-Unis, et depuis 2004 en Europe. Plus récemment, la recherche médicale a commencé à comprendre l'importance  d'intégrer les critères de sexe et de genre. Dans la médecine du sport, les hommes représentent généralement plus de 60 % des individus étudiés.
En France, ce sont des spécialistes de philosophie, de sociologie ou de psychologie, comme Peggy Sastre ou Nicole Edelman  qui ont les premièr(e)s montré, après les Anglo-Saxons, que le genre n'était pas étranger à la santé. L'INSERM y attache désormais de l'importance et reconnaît que les risques cardiaques sont sous-estimés chez les femmes. On sait désormais que non seulement les différences de sexe mais aussi de genre, avec leurs représentations et préjugés, doivent être prises en compte en médecine. 
L'objectif de l'approche par genre est de prendre en compte la façon dont les rôles sociaux et le contexte culturel influencent la santé des femmes et des hommes sur le plan physiologique et pathologique.
L'approche par sexe, elle, vise à tenir compte des différences biologiques entre hommes et femmes, sachant que le plus souvent sexe et genre ne sont pas des variables séparées. 

## Type de maladies différentes en fonction du sexe
Les maladies liées au sexe ont différentes causes :
- les maladies génétiques liées au sexe ;
- une partie du système de reproduction spécifique à un sexe ;
- les causes sociales qui se rapportent au rôle de genre attendu de ce sexe, dans une société donnée ;
- les différents niveaux de prévention, de diagnostic ou de traitement de chaque genre.

### Femmes
Exemples de maladies et de troubles liés au sexe, de la femme :
- 99 % de cancer du sein se produit chez les femmes. La détection de ce cancer chez les hommes est plus tardive, avec un pronostic plus sombre ;
- le cancer de l'ovaire, et d'autres maladies de l'appareil génital féminin se produisent que chez les femmes. Des cas rares d'endométriose ont été documentés chez des sujets masculins présentant un cancer de la prostate qu'on a traité par des estrogènes[11] ;
- plus de femmes que d'hommes souffrent de l'ostéoporose. Elle est sous-diagnostiquée chez les hommes, et l'approche thérapeutique est quelquefois incertaine[12] ;
- les maladies auto-immunes, telles que le syndrome de Gougerot-Sjögren et la sclérodermie, sont plus fréquents chez les femmes (le lupus, par exemple, touche seulement un homme pour 9 femmes). On estime que 75 % des personnes vivant avec des maladies auto-immunes sont des femmes[13] ;
- dans les cultures Occidentales, plus de femmes que d'hommes souffrent de troubles de l'alimentation tels que l'anorexie mentale et la boulimie ;
- la maladie d'Alzheimer a un taux plus élevé chez les femmes que chez les hommes[14] ;
- les femmes sont plus susceptibles de souffrir de dépression unipolaire (bien que le trouble bipolaire semble affecter les deux sexes de façon égale) ;
- du fait des propriétés prothrombotiques des œstrogènes, les femmes sont exposées à un risque accru d'évènements thromboemboliques, en particulier les thromboses veineuses (phlébites) ;
- les psychologues sont plus susceptibles de diagnostiquer les femmes que les hommes dans les troubles borderline ou un trouble de la personnalité histrionique ;

### Hommes
Exemples de maladies et de troubles liés au sexe de l'homme :
- le cancer de la prostate et d'autres maladies du système reproducteur masculin ne se produisent que chez les hommes ;
- les maladies liées à l'X récessif, comme le daltonisme, se produisent plus fréquemment et dans des formes plus sévères chez les hommes qui ne possèdent qu'un seul chromosome X ;
- les anévrismes de l'aorte abdominale sont six fois plus fréquents chez les hommes[15] ;
- l'autisme est environ 4 fois plus fréquent chez les hommes que chez les femmes[16] ;
- les psychologues sont plus susceptibles de diagnostiquer les hommes que les femmes pour un trouble de la personnalité antisociale et pour le traitement de la toxicomanie.
- de la même façon, la schizophrénie touche plus fréquemment les hommes ;
- le sexe masculin est un facteur de risque cardiovasculaire non modifiable reconnu, augmentant d'un facteur 2 le risque d'évènements ischémiques (AVC, infarctus...) ;